# Radja Nainggolan
Pour les articles homonymes, voir Nainggolan.
Radja Nainggolan, né le 4 mai 1988 à Anvers en Belgique, est un footballeur international belge qui joue au poste de milieu de terrain au KSC Lokeren, dont il est actuellement le capitaine.

## Biographie
Radja Nainggolan est né à Anvers, il est le fils de Lizy Bogaerts, une Belge d'origine flamande qui l'a élevé avec ses trois demi-frères et sa sœur jumelle,, et  de Marianus Nainggolan, un Indonésien d'origine Batak et membre de l'Église chrétienne protestante Batak. Son père a abandonné la famille quand Radja était encore enfant.
Il a été élevé dans la religion catholique romaine et parle couramment le néerlandais, l'anglais, le français et l'italien.

### En club

#### Germinal Beerschot (2000-2005)
Formé en Belgique au Germinal Beerschot, Radja Nainggolan quitte le pays pour l'Italie en 2005.

#### Piacenza FC (2005-2010)
Lors de sa première saison pour le club de Piacenza Calcio, en Serie B, il ne fait qu'une apparition. Même chose la saison suivante. En 2007-08, par contre, il participe à 10 matchs pour totalement exploser en 2008-09, saison durant laquelle il marque trois buts.

#### Cagliari Calcio (2010-2014)
Après un nouveau bon début de saison en 2009-10, il est prêté en janvier au club de Cagliari Calcio, en Serie A. Il débute face à l'Inter Milan. Ses deux seules titularisations ont lieu lors des deux derniers matchs de la saison. À partir de la saison 2010-11, il reste en Sardaigne et y devient même titulaire assez rapidement. Placé dans un rôle de médian défensif, il est loué pour plusieurs qualités qui plaisent, entre autres, au Milan AC, à Naples et à la Juventus.

#### AS Roma (2014-2018)
En janvier 2014, il devient un joueur de l'AS Rome sous forme de prêt pour les six premiers mois avant d'être définitivement transféré. Il devient vite un élément indispensable dans le milieu romain de Rudi Garcia, enchaînant les bonnes performances.

#### Inter Milan (2018-2020)
Il est transféré en juin 2018 à l'Inter Milan pour environ 38 millions d'euros et un contrat jusqu'en 2022. Il inscrit son premier but lors de son premier match en Serie A avec l'Inter Milan face à Bologne. Le 3 octobre 2018 lors de la deuxième journée de phase de poule de la ligue des champions, il permet à l'inter de revenir  au score en egalisant d'une lourde frappe du droit face au PSV Eidenhoven. L'Inter s'imposera finalement 2-1 face à l'équipe néerlandaise. Après un prêt plutôt abouti à Cagliari, Radja Nainggolan était revenu à l'Inter Milan en 2020-2021, avec l'espoir d'avoir du temps de jeu, mais en vain. N'entrant pas dans les plans d'Antonio Conte, le Belge, sous contrat jusqu'en 2022, quitte à nouveau le club lombard.

#### Retour gagnant à Cagliari en prêt (2019-2021)
Après une première saison mitigée à Milan, Nainggolan revient à Cagliari, qui lui réserve un accueil triomphal, là où il s'était révélé. Il prend une part prépondérante à la bonne saison du club sarde, avec par exemple son élection comme meilleur joueur du Calcio au mois de novembre 2019. Très apprécié, le Cagliari fait part de son envie de lui offrir de rester, avec des discussions à tenir avec l'Inter auquel il appartient toujours.
Le 31 décembre 2020, il est de nouveau prêté à Cagliari, après un premier passage entre 2010 et 2014 puis un prêt lors de la saison 2019-2020. Le milieu belge a été prêté jusqu'à la fin de la saison 2020-2021.

#### Départ dans son pays d'origine au Bhayangkara FC (2023-2024)
Le Ninja signe fin novembre 2023 dans la patrie de son père, l'Indonésie, au Bhayangkara Presisi Indonesia FC, alors lanterne rouge de première division indonésienne et qui mise sur l'arrivée du médian pour remonter au classement.

#### Retour en Belgique au KSC Lokeren-Tamise (depuis 2025)
Alors que celui-ci semblait se diriger vers une fin de carrière professionnelle et une reconversion vers le futsal, Radja Nainggolan rebondit de manière surprenante au KSC Lokeren-Tamise lors du mercato hivernal 2024-2025. Nainggolan inscrit son premier but pour les Waeslandiens dès sa première rencontre face au Lierse SK, le 24 janvier, en égalisant à la 70e minute, à peine six minutes après être entré au jeu (partage, 1-1).
Le 6 juin 2025, le club officialise l'accord avec le joueur pour une prolongation de contrat d'un an.

### En sélections nationales
Il participe avec les espoirs aux éliminatoires du championnat d'Europe espoirs. A cette occasion, il inscrit un but contre la Slovénie en septembre 2009. Il délivre également deux passes décisives, contre l'Ukraine et la France.
Nainggolan obtient sa première sélection internationale le 29 mai 2009, lors d'un match amical contre le Chili (1-1). Ce match amical entre dans le cadre d'un tournoi au Japon, la Coupe Kirin de 2009, pour lequel Franky Vercauteren, alors sélectionneur, sélectionne bon nombre de nouveaux joueurs inexpérimentés comme Ritchie De Laet (qui arrive en équipe première de Manchester United) ou Kevin Roelandts (Zulte-Waregem). La plupart de ces joueurs n'ont plus été sélectionnés depuis.
Georges Leekens le rappelle pour les matchs amicaux du 11 et 15 novembre 2011 contre la Roumanie et la France ayant pour but de préparer la campagne de qualification pour la coupe du monde au Brésil en 2014. Il n'est par contre pas repris par le coach suivant Marc Wilmots pour disputer la Coupe du monde 2014. Son nom est cité parmi les 7 réservistes convoqué par Marc Wilmots en cas de blessure d'un des 23 sélectionnés.
Cela dit, la retraite internationale de Timmy Simons et ses excellentes prestations à l'AS Roma font de lui un titulaire récurrent en équipe nationale, notamment grâce à son but important qui permet aux Diables d'égaliser contre la Bosnie (1-1) dans un match de qualification pour l'Euro 2016, et son but somptueux contre la France en match amical, le 7 juin 2015 au Stade de France (victoire belge 3-4).
Lors de l'Euro 2016, il est avec Axel Witsel le patron de l’entre-jeu belge. Le 22 juin 2016, il inscrit contre la Suède (victoire 1-0) son premier but lors d'une phase finale, d'une frappe lointaine. Malheureusement, son équipe est éliminée le 1er juillet après un match décevant face au Pays de Galles qui se solde par une défaite 3-1. Nainggolan inscrit tout de même son second but dans le tournoi, d'une superbe frappe des 30 mètres.
À la suite de cet Euro décevant de la part des Diables Rouges, Marc Wilmots est remercié par l'Union Belge de Football. C'est Roberto Martínez qui lui succède. Radja Nainggolan connait des débuts difficiles avec le nouvel entraîneur, celui-ci ne le sélectionnant pas, ni pour le match amical face aux Pays-Bas ainsi que le match face à l'Estonie dans le cadre des éliminatoires de la Coupe du monde de football 2018, ni pour la Coupe du monde 2018, et ce malgré les belles performances du joueur avec l'AS Roma.
À la suite de sa non-sélection pour la Coupe du monde, Nainggolan décide de mettre un terme à sa carrière internationale le 21 mai 2018.

## Style de jeu
Surnommé « El Guerro » ou « le Ninja », il est parfois comparé à l'Italien Gennaro Gattuso, pour sa combativité et son tempérament sur le terrain, n'hésitant pas à tacler parfois violemment l'adversaire. Réputé pour être très bon balle au pied, il possède également une superbe frappe de balle (lui assurant quelques buts spectaculaires) et est un joueur très mobile, couvrant des distances importantes[réf. nécessaire]. Bien qu'il n'a jamais eu l'occasion de briller dans un grand club, beaucoup s'accordent à penser qu'il est l'un des milieux de terrain les plus complets d'Europe lorsqu'il joue avec l'AS Rome. Giorgio Chiellini ventera notamment ses louanges, admettant que seul Arturo Vidal était à la hauteur de Nainggolan dans son registre.

## Statistiques

### En club
| Saison                | Club                   | Championnat           | Championnat | Championnat | Championnat | Coupe(s) nationale(s) | Coupe(s) nationale(s) | Coupe(s) nationale(s) | Compétition(s) continentale(s) | Compétition(s) continentale(s) | Compétition(s) continentale(s) | Compétition(s) continentale(s) | Autres compétitions | Autres compétitions | Autres compétitions | Autres compétitions | Total | Total | Total |
| Saison                | Club                   | Division              | M.          | B.          | P.d.        | M.                    | B.                    | P.d.                  | Comp.                          | M.                             | B.                             | P.d.                           | Comp.               | M.                  | B.                  | P.d.                | M.    | B.    | P.d.  |
| 2005-2006             | Piacenza FC            | Serie B               | 1           | 0           | 0           | -                     | -                     | -                     | -                              | -                              | -                              | -                              | -                   | -                   | -                   | -                   | 1     | 0     | 0     |
| 2006-2007             | Piacenza FC            | Serie B               | 1           | 0           | 0           | -                     | -                     | -                     | -                              | -                              | -                              | -                              | -                   | -                   | -                   | -                   | 1     | 0     | 0     |
| 2007-2008             | Piacenza FC            | Serie B               | 10          | 0           | 0           | 1                     | 0                     | 0                     | -                              | -                              | -                              | -                              | -                   | -                   | -                   | -                   | 11    | 0     | 0     |
| 2008-2009             | Piacenza FC            | Serie B               | 38          | 3           | 4           | 1                     | 0                     | 0                     | -                              | -                              | -                              | -                              | -                   | -                   | -                   | -                   | 39    | 3     | 4     |
| 2009-2010             | Piacenza FC            | Serie B               | 21          | 1           | 1           | 1                     | 0                     | 0                     | -                              | -                              | -                              | -                              | -                   | -                   | -                   | -                   | 22    | 1     | 1     |
| Sous-total            | Sous-total             | Sous-total            | 71          | 4           | 5           | 3                     | 0                     | 0                     | -                              | -                              | -                              | -                              | -                   | -                   | -                   | -                   | 74    | 4     | 5     |
| 2009-2010             | Cagliari Calcio        | Serie A               | 7           | 0           | 0           | -                     | -                     | -                     | -                              | -                              | -                              | -                              | -                   | -                   | -                   | -                   | 7     | 0     | 0     |
| 2010-2011             | Cagliari Calcio        | Serie A               | 36          | 2           | 2           | 2                     | 0                     | 0                     | -                              | -                              | -                              | -                              | -                   | -                   | -                   | -                   | 38    | 2     | 2     |
| 2011-2012             | Cagliari Calcio        | Serie A               | 37          | 1           | 2           | 2                     | 0                     | 0                     | -                              | -                              | -                              | -                              | -                   | -                   | -                   | -                   | 39    | 1     | 2     |
| 2012-2013             | Cagliari Calcio        | Serie A               | 34          | 2           | 2           | 1                     | 0                     | 0                     | -                              | -                              | -                              | -                              | -                   | -                   | -                   | -                   | 35    | 2     | 2     |
| 2013-2014             | Cagliari Calcio        | Serie A               | 17          | 2           | 0           | 1                     | 0                     | 0                     | -                              | -                              | -                              | -                              | -                   | -                   | -                   | -                   | 18    | 2     | 0     |
| Sous-total            | Sous-total             | Sous-total            | 131         | 7           | 6           | 6                     | 0                     | 0                     | -                              | -                              | -                              | -                              | -                   | -                   | -                   | -                   | 137   | 7     | 6     |
| 2013-2014             | AS Rome (prêt)         | Serie A               | 17          | 2           | 3           | 3                     | 0                     | 0                     | -                              | -                              | -                              | -                              | -                   | -                   | -                   | -                   | 20    | 2     | 3     |
| 2014-2015             | AS Rome                | Serie A               | 35          | 5           | 4           | 2                     | 0                     | 0                     | C1+C3                          | 6+3                            | 0+0                            | 2+0                            | -                   | -                   | -                   | -                   | 46    | 5     | 6     |
| 2015-2016             | AS Rome                | Serie A               | 35          | 6           | 1           | 0                     | 0                     | 0                     | C1                             | 7                              | 0                              | 1                              | -                   | -                   | -                   | -                   | 42    | 6     | 2     |
| 2016-2017             | AS Rome                | Serie A               | 37          | 11          | 3           | 4                     | 2                     | 1                     | C1+C3                          | 2+10                           | 0+1                            | 0+2                            | -                   | -                   | -                   | -                   | 53    | 14    | 6     |
| 2017-2018             | AS Rome                | Serie A               | 31          | 4           | 9           | 0                     | 0                     | 0                     | C1                             | 11                             | 2                              | 2                              | -                   | -                   | -                   | -                   | 42    | 6     | 11    |
| Sous-total            | Sous-total             | Sous-total            | 155         | 28          | 20          | 9                     | 2                     | 1                     | -                              | 39                             | 3                              | 7                              | -                   | -                   | -                   | -                   | 203   | 33    | 28    |
| 2018-2019             | Inter Milan            | Serie A               | 29          | 6           | 3           | 1                     | 0                     | 0                     | C1+C3                          | 4+2                            | 1+0                            | 0+0                            | -                   | -                   | -                   | -                   | 36    | 7     | 3     |
| 2020-2021             | Inter Milan            | Serie A               | 4           | 0           | 0           | -                     | -                     | -                     | C1                             | 1                              | 0                              | 0                              | -                   | -                   | -                   | -                   | 5     | 0     | 0     |
| Sous-total            | Sous-total             | Sous-total            | 33          | 6           | 3           | 1                     | 0                     | 0                     | -                              | 7                              | 1                              | 0                              | -                   | -                   | -                   | -                   | 41    | 7     | 3     |
| 2019-2020             | Cagliari Calcio (prêt) | Serie A               | 26          | 6           | 6           | 3                     | 0                     | 1                     | -                              | -                              | -                              | -                              | -                   | -                   | -                   | -                   | 29    | 6     | 7     |
| 2020-2021             | Cagliari Calcio (prêt) | Serie A               | 22          | 1           | 0           | -                     | -                     | -                     | -                              | -                              | -                              | -                              | -                   | -                   | -                   | -                   | 22    | 1     | 0     |
| Sous-total            | Sous-total             | Sous-total            | 48          | 7           | 6           | 3                     | 0                     | 1                     | -                              | -                              | -                              | -                              | -                   | -                   | -                   | -                   | 51    | 7     | 7     |
| 2021-2022             | Royal Antwerp FC       | Division 1A           | 27          | 2           | 3           | -                     | -                     | -                     | C3                             | 5                              | 1                              | 0                              | PO1                 | 5                   | 0                   | 0                   | 37    | 3     | 3     |
| 2022-2023             | Royal Antwerp FC       | Division 1A           | 12          | 1           | 1           | -                     | -                     | -                     | C4                             | 6                              | 2                              | 1                              | -                   | -                   | -                   | -                   | 18    | 3     | 2     |
| Sous-total            | Sous-total             | Sous-total            | 39          | 3           | 4           | -                     | -                     | -                     | -                              | 11                             | 3                              | 1                              | -                   | 5                   | 0                   | 0                   | 55    | 6     | 5     |
| 2022-2023             | SPAL Ferrara           | Serie B               | 10          | 1           | 2           | -                     | -                     | -                     | -                              | -                              | -                              | -                              | -                   | -                   | -                   | -                   | 10    | 1     | 2     |
| 2023-2024             | Bhayangkara FC         | Liga 1                | 10          | 1           | 3           | -                     | -                     | -                     | -                              | -                              | -                              | -                              | -                   | -                   | -                   | -                   | 10    | 1     | 3     |
| 2024-2025             | KSC Lokeren            | Division 1B           | 11          | 2           | 2           | -                     | -                     | -                     | -                              | -                              | -                              | -                              | PO                  | 4                   | 1                   | 1                   | 15    | 3     | 3     |
| 2025-2026             | KSC Lokeren            | Division 1B           | 2           | 0           | 1           | -                     | -                     | -                     | -                              | -                              | -                              | -                              | -                   | -                   | -                   | -                   | 2     | 0     | 1     |
| Sous-total            | Sous-total             | Sous-total            | 13          | 2           | 3           | -                     | -                     | -                     | -                              | -                              | -                              | -                              | -                   | 4                   | 1                   | 1                   | 17    | 3     | 4     |
| Total sur la carrière | Total sur la carrière  | Total sur la carrière | 510         | 59          | 52          | 22                    | 2                     | 2                     | -                              | 57                             | 7                              | 8                              | -                   | 9                   | 1                   | 1                   | 598   | 69    | 63    |

### En sélections nationales
| Saison                | Sélection             | Phases finales        | Phases finales | Phases finales | Phases finales | Éliminatoires CDM | Éliminatoires CDM | Éliminatoires CDM | Éliminatoires EURO | Éliminatoires EURO | Éliminatoires EURO | Matchs amicaux | Matchs amicaux | Matchs amicaux | Total | Total | Total |
| Saison                | Sélection             | Compétition           | M              | B              | Pd             | M                 | B                 | Pd                | M                  | B                  | Pd                 | M              | B              | Pd             | M     | B     | Pd    |
| --------------------- | --------------------- | --------------------- | -------------- | -------------- | -------------- | ----------------- | ----------------- | ----------------- | ------------------ | ------------------ | ------------------ | -------------- | -------------- | -------------- | ----- | ----- | ----- |
| 2008-2009             | Belgique              | Coupe Kirin 2009      | -              | -              | -              | -                 | -                 | -                 | -                  | -                  | -                  | 1              | 0              | 0              | 1     | 0     | 0     |
| 2011-2012             | Belgique              | -                     | -              | -              | -              | -                 | -                 | -                 | -                  | -                  | -                  | 2              | 0              | 0              | 2     | 0     | 0     |
| 2012-2013             | Belgique              | -                     | -              | -              | -              | -                 | -                 | -                 | -                  | -                  | -                  | 1              | 0              | 0              | 1     | 0     | 0     |
| 2013-2014             | Belgique              | -                     | -              | -              | -              | -                 | -                 | -                 | -                  | -                  | -                  | 1              | 1              | 0              | 1     | 1     | 0     |
| 2014-2015             | Belgique              | -                     | -              | -              | -              | -                 | -                 | -                 | 5                  | 1                  | 1                  | 2              | 1              | 1              | 7     | 2     | 2     |
| 2015-2016             | Belgique              | Euro 2016             | 5              | 2              | 1              | -                 | -                 | -                 | 4                  | 1                  | 0                  | 3              | 0              | 0              | 12    | 3     | 1     |
| 2016-2017             | Belgique              | -                     | -              | -              | -              | 2                 | 0                 | 0                 | -                  | -                  | -                  | 3              | 0              | 0              | 5     | 0     | 0     |
| 2017-2018             | Belgique              | -                     | -              | -              | -              | 0                 | 0                 | 0                 | -                  | -                  | -                  | 1              | 0              | 0              | 1     | 0     | 0     |
| Total sur la carrière | Total sur la carrière | Total sur la carrière | 5              | 2              | 1              | 2                 | 0                 | 0                 | 9                  | 2                  | 1                  | 14             | 2              | 1              | 30    | 6     | 3     |

### Matchs internationaux
| Matchs internationaux de Radja Nainggolan, | Matchs internationaux de Radja Nainggolan, | Matchs internationaux de Radja Nainggolan,        | Matchs internationaux de Radja Nainggolan, | Matchs internationaux de Radja Nainggolan, | Matchs internationaux de Radja Nainggolan, | Matchs internationaux de Radja Nainggolan, | Matchs internationaux de Radja Nainggolan,                                                                           |
| #                                          | Date                                       | Lieu                                              | Adversaire                                 | Résultat                                   | Compétition                                | Club                                       | Notes |
| ------------------------------------------ | ------------------------------------------ | ------------------------------------------------- | ------------------------------------------ | ------------------------------------------ | ------------------------------------------ | ------------------------------------------ | --- |
| 1                                          | 29 mai 2009                                | Fukuda Denshi Arena, Chiba, Japon                 | Chili                                      | N 1 - 1                                    | Coupe Kirin 2009                           | Piacenza FC                                | Entre en jeu à la place de Sébastien Pocognoli à la 74e minute de jeu.                                               |
| 2                                          | 11 novembre 2011                           | Stade Maurice-Dufrasne, Liège, Belgique           | Roumanie                                   | V 2 - 1                                    | Match amical                               | Cagliari Calcio                            | Entre en jeu à la place de Steven Defour à la 79e minute de jeu.                                                     |
| 3                                          | 29 février 2012                            | Stade Pankritio, Héraklion, Grèce                 | Grèce                                      | N 1 - 1                                    | Match amical                               | Cagliari Calcio                            | Entre en jeu à la place de Steven Defour à la 82e minute de jeu.                                                     |
| 4                                          | 6 février 2013                             | Stade Jan-Breydel, Bruges, Belgique               | Slovaquie                                  | V 2 - 1                                    | Match amical                               | Cagliari Calcio                            | Entre en jeu à la place de Kevin Mirallas à la 46e minute de jeu, remplacé par Thomas Buffel à la 78e minute de jeu. |
| 5                                          | 5 mars 2014                                | Stade Roi Baudouin, Bruxelles, Belgique           | Côte d'Ivoire                              | N 2 - 2                                    | Match amical                               | AS Rome                                    | Buteur, entre en jeu à la place de Marouane Fellaini à la 46e minute de jeu.                                         |
| 6                                          | 4 septembre 2014                           | Stade Maurice-Dufrasne, Liège, Belgique           | Australie                                  | V 2 - 0                                    | Match amical                               | AS Rome                                    | Entre en jeu à la place de Steven Defour à la 63e minute de jeu.                                                     |
| 7                                          | 10 octobre 2014                            | Stade Roi Baudouin, Bruxelles, Belgique           | Andorre                                    | V 6 - 0                                    | Éliminatoires de l'Euro 2016               | AS Rome                                    | Titulaire. |
| 8                                          | 13 octobre 2014                            | Stade Bilino-Polje, Zenica, Bosnie-Herzégovine    | Bosnie-Herzégovine                         | N 1 - 1                                    | Éliminatoires de l'Euro 2016               | AS Rome                                    | Titulaire et buteur.                                                                                                 |
| 9                                          | 28 mars 2015                               | Stade Roi Baudouin, Bruxelles, Belgique           | Chypre                                     | V 5 - 0                                    | Éliminatoires de l'Euro 2016               | AS Rome                                    | Titulaire. |
| 10                                         | 31 mars 2015                               | Stade Teddy, Jérusalem, Israël                    | Israël                                     | V 1 - 0                                    | Éliminatoires de l'Euro 2016               | AS Rome                                    | Titulaire, remplacé par Divock Origi à la 86e minute de jeu.                                                         |
| 11                                         | 7 juin 2015                                | Stade de France, Saint-Denis, France              | France                                     | V 4 - 3                                    | Match amical                               | AS Rome                                    | Titulaire et buteur.                                                                                                 |
| 12                                         | 12 juin 2015                               | Cardiff City Stadium, Cardiff, Pays de Galles     | Pays de Galles                             | D 0 - 1                                    | Éliminatoires de l'Euro 2016               | AS Rome                                    | Titulaire. |
| 13                                         | 3 septembre 2015                           | Stade Roi Baudouin, Bruxelles, Belgique           | Bosnie-Herzégovine                         | V 3 - 1                                    | Éliminatoires de l'Euro 2016               | AS Rome                                    | Titulaire. |
| 14                                         | 6 septembre 2015                           | Stade GSP, Nicosie, Chypre                        | Chypre                                     | V 1 - 0                                    | Éliminatoires de l'Euro 2016               | AS Rome                                    | Titulaire. |
| 15                                         | 10 octobre 2015                            | Estadi Nacional, Andorre-la-Vieille, Andorre      | Andorre                                    | V 4 - 1                                    | Éliminatoires de l'Euro 2016               | AS Rome                                    | Titulaire et buteur.                                                                                                 |
| 16                                         | 13 octobre 2015                            | Stade Roi Baudouin, Bruxelles, Belgique           | Israël                                     | V 3 - 1                                    | Éliminatoires de l'Euro 2016               | AS Rome                                    | Titulaire. |
| 17                                         | 13 novembre 2015                           | Stade Roi Baudouin, Bruxelles, Belgique           | Italie                                     | V 3 - 1                                    | Match amical                               | AS Rome                                    | Titulaire. |
| 18                                         | 29 mars 2016                               | Stade Dr Magalhães Pessoa, Leiria, Portugal       | Portugal                                   | D 1 - 2                                    | Match amical                               | AS Rome                                    | Titulaire. |
| 19                                         | 5 juin 2016                                | Stade Roi Baudouin, Bruxelles, Belgique           | Norvège                                    | V 3 - 2                                    | Match amical                               | AS Rome                                    | Titulaire. |
| 20                                         | 13 juin 2016                               | Parc Olympique lyonnais, Décines-Charpieu, France | Italie                                     | D 0 - 2                                    | Euro 2016                                  | AS Rome                                    | Titulaire, remplacé par Dries Mertens à la 62e minute de jeu.                                                        |
| 21                                         | 18 juin 2016                               | Matmut Atlantique, Bordeaux, France               | République d'Irlande                       | V 3 - 0                                    | Euro 2016                                  | AS Rome                                    | Entre en jeu à la place de Mousa Dembélé à la 57e minute de jeu.                                                     |
| 22                                         | 22 juin 2016                               | Allianz Riviera, Nice, France                     | Suède                                      | V 1 - 0                                    | Euro 2016                                  | AS Rome                                    | Titulaire et buteur.                                                                                                 |
| 23                                         | 26 juin 2016                               | Stadium de Toulouse, Toulouse, France             | Hongrie                                    | V 4 - 0                                    | Euro 2016                                  | AS Rome                                    | Titulaire. |
| 24                                         | 1er juillet 2016                           | Stade Pierre-Mauroy, Villeneuve-d'Ascq, France    | Pays de Galles                             | D 1 - 3                                    | Euro 2016                                  | AS Rome                                    | Titulaire et buteur.                                                                                                 |
| 25                                         | 1er septembre 2016                         | Stade Roi Baudouin, Bruxelles, Belgique           | Espagne                                    | D 0 - 2                                    | Match amical                               | AS Rome                                    | Titulaire, remplacé par Mousa Dembélé à la 46e minute de jeu.                                                        |
| 26                                         | 6 septembre 2016                           | Stade GSP, Nicosie, Chypre                        | Chypre                                     | V 3 - 0                                    | Éliminatoires de la Coupe du monde 2018    | AS Rome                                    | Entre en jeu à la place de Marouane Fellaini à la 84e minute de jeu.                                                 |
| 27                                         | 25 mars 2017                               | Stade Roi Baudouin, Bruxelles, Belgique           | Grèce                                      | N 1 - 1                                    | Éliminatoires de la Coupe du monde 2018    | AS Rome                                    | Titulaire. |
| 28                                         | 28 mars 2017                               | Stade olympique Ficht, Sotchi, Russie             | Russie                                     | N 3 - 3                                    | Match amical                               | AS Rome                                    | Titulaire. |
| 29                                         | 5 juin 2017                                | Stade Roi Baudouin, Bruxelles, Belgique           | Tchéquie                                   | V 2 - 1                                    | Match amical                               | AS Rome                                    | Titulaire, remplacé par Dries Mertens à la 46e minute de jeu.                                                        |
| 30                                         | 27 mars 2018                               | Stade Roi Baudouin, Bruxelles, Belgique           | Arabie saoudite                            | V 4 - 0                                    | Match amical                               | AS Rome                                    | Entre en jeu à la place de Dries Mertens à la 59e minute de jeu.                                                     |

### Buts internationaux
| Buts internationaux de Radja Nainggolan, | Buts internationaux de Radja Nainggolan, | Buts internationaux de Radja Nainggolan,       | Buts internationaux de Radja Nainggolan, | Buts internationaux de Radja Nainggolan, | Buts internationaux de Radja Nainggolan, | Buts internationaux de Radja Nainggolan, | Buts internationaux de Radja Nainggolan, | Buts internationaux de Radja Nainggolan, | Buts internationaux de Radja Nainggolan, |
| #                                        | Date                                     | Lieu                                           | Adversaire                               | Résultat                                 | Compétition                              | Détail                                   | Détail                                   | Détail                                   | Cape                                     |
| ---------------------------------------- | ---------------------------------------- | ---------------------------------------------- | ---------------------------------------- | ---------------------------------------- | ---------------------------------------- | ---------------------------------------- | ---------------------------------------- | ---------------------------------------- | ---------------------------------------- |
| 1                                        | 5 mars 2014                              | Stade Roi Baudouin, Bruxelles, Belgique        | Côte d'Ivoire                            | N 2 - 2                                  | Match amical                             | 52e                                      | du pied gauche                           | 2-0                                      | 5e                                       |
| 2                                        | 13 octobre 2014                          | Stade Bilino-Polje, Zenica, Bosnie-Herzégovine | Bosnie-Herzégovine                       | N 1 - 1                                  | Éliminatoires de l'Euro 2016             | 51e                                      | du pied droit                            | 1-1                                      | 8e                                       |
| 3                                        | 7 juin 2015                              | Stade de France, Saint-Denis, France           | France                                   | V 4 - 3                                  | Match amical                             | 50e                                      | du pied droit                            | 0-3                                      | 11e                                      |
| 4                                        | 10 octobre 2015                          | Estadi Nacional, Andorre-la-Vieille, Andorre   | Andorre                                  | V 4 - 1                                  | Éliminatoires de l'Euro 2016             | 19e                                      | du pied droit                            | 0-1                                      | 15e                                      |
| 5                                        | 22 juin 2016                             | Allianz Riviera, Nice, France                  | Suède                                    | V 1 - 0                                  | Euro 2016                                | 84e                                      | du pied droit                            | 0-1                                      | 22e                                      |
| 6                                        | 1er juillet 2016                         | Stade Pierre-Mauroy, Villeneuve-d'Ascq, France | Pays de Galles                           | D 1 - 3                                  | Euro 2016                                | 13e                                      | du pied droit                            | 0-1                                      | 24e                                      |

## Palmarès

### En club
|  |  | AS Rome - Championnat d'Italie : - Vice-champion : 2014, 2015 et 2017 |  | Inter Milan - Championnat d'Italie (1) : - Champion : 2021 |  | Royal Antwerp FC - Championnat de Belgique (1) : - Champion : 2023 |

### En sélections nationales
|  |  | Belgique -20 ans - International Challenge Trophy (en) (1) : - Vainqueur : 2009 (en) |

## Vie privée
Né d'un père indonésien (d'ethnie batak protestante) et d'une mère belge catholique,,, en juin 2013, il visite pour la première fois l'Indonésie, pays de son père,, où il est reçu par Roy Suryo (en), le ministre indonésien de la jeunesse et des sports.
Après une longue maladie, sa mère Lizy Bogaerts décède le 18 octobre 2010 à l'âge de 55 ans. Pour lui rendre hommage, Radja se tatoue deux ailes dans le dos avec ses dates de naissance et de décès,. Il a reçu une éducation catholique et est polyglotte. Il parle en effet couramment le néerlandais, l'anglais et l'italien et possède un bon niveau de compréhension du français,.
Marié à Claudia Lai depuis 2011, il a eu deux filles avec cette dernière : Aysha (née en 2012) et Mailey (née en 2016). Sa sœur jumelle, Riana Nainggolan, est également footballeuse et joue avec l'équipe féminine de l'AS Roma.

## Controverses
Nainggolan est connu pour être un fumeur de cigarettes. Dans la nuit du 31 décembre 2017 au 1er janvier 2018, il diffuse un live sur son compte Instagram dans lequel il s'alcoolise, fume et peste, ce qui crée une importante polémique en Italie.

## Affaire judiciaire
Le texte peut changer fréquemment, n’est peut-être pas à jour et peut manquer de recul. 
Le titre et la description de l'acte concerné reposent sur la qualification juridique retenue lors de la rédaction de l'article et peuvent évoluer en même temps que celle-ci.
Le 27 janvier 2025, il est interpellé à Anvers et privé de liberté dans le cadre d'un coup de filet visant une filière de trafic de cocaïne depuis l'Amérique du Sud. Il est inculpé de participation à une organisation criminelle et remis en liberté sous condition le lendemain après son audition par un juge d'instruction.